# Proctoporus unsaacae
Espèce
Proctoporus unsaacae est une espèce de sauriens de la famille des Gymnophthalmidae.

## Répartition
Cette espèce est endémique de la région de Cuzco au Pérou.

## Publication originale
- Doan & Castoe, 2003 : Using morphological and molecular evidence to infer species boundaries within Proctoporus bolivianus Werner (Squamata: Gymnopthalmidae). Herpetologica, vol. 59, no 3, p. 432–449 (texte intégral).